# Regeringen Poul Schlüter I
Regeringen Poul Schlüter I var Danmarks regering från 10 september 1982 till 10 september 1987. Det var en koalitionsregering, bestående av Konservative Folkeparti, Venstre, Centrum-Demokraterne och Kristeligt Folkeparti. Den kallades därmed för "fyrklöverregeringen" så som också den efterföljande regeringen, Regeringen Poul Schlüter I kom att kallas. Regeringen kallades ibland även för VCQM-regeringen. Detta efter partiernas beteckningar i förkortad form.
| Ämbete                                          | Minister | Minister               | Parti                   | Period                  |
| ----------------------------------------------- | -------- | ---------------------- | ----------------------- | ----------------------- |
| Statsminister                                   |          | Poul Schlüter          | Konservative Folkeparti | 10.09.1982 - 10.09.1987 |
| Utrikesminister                                 |          | Uffe Ellemann-Jensen   | Venstre                 | 10.09.1982 - 10.09.1987 |
| Finansminister                                  |          | Henning Christophersen | Venstre                 | 10.09.1982 - 23.07.1984 |
| Finansminister                                  |          | Palle Simonsen         | Venstre                 | 23.07.1984 - 10.09.1987 |
| Ekonomiminister                                 |          | Anders Andersen        | Venstre                 | 10.09.1982 - 10.09.1987 |
| Justitieminister                                |          | Erik Ninn-Hansen       | Konservative Folkeparti | 10.09.1982 - 10.01.1989 |
| Jordbruksminister                               |          | Niels Anker Kofoed     | Venstre                 | 10.09.1982 - 12.03.1986 |
| Jordbruksminister                               |          | Britta Schall Holberg  | Venstre                 | 12.03.1986 - 10.09.1987 |
| Försvarsminister                                |          | Hans Engell            | Konservative Folkeparti | 10.09.1982 - 10.09.1987 |
| Undervisningsminister                           |          | Bertel Haarder         | Venstre                 | 10.09.1982 - 10.09.1987 |
| Inrikesminister                                 |          | Britta Schall Holberg  | Venstre                 | 10.09.1982 - 12.03.1986 |
| Inrikesminister                                 |          | Knud Enggaard          | Venstre                 | 12.03.1986 - 10.09.1987 |
| Fiskeriminister                                 |          | Henning Grove          | Konservative Folkeparti | 10.09.1982 - 12.03.1986 |
| Fiskeriminister                                 |          | Lars P. Gammelgaard    | Konservative Folkeparti | 12.03.1986 - 10.09.1987 |
| Arbetsminister                                  |          | Grethe Fenger Møller   | Konservative Folkeparti | 10.09.1982 - 12.03.1986 |
| Arbetsminister                                  |          | Henning Dyremose       | Konservative Folkeparti | 12.03.1986 - 10.09.1987 |
| Miljöminister & Minister för nordiskt samarbete |          | Christian Christensen  | Kristeligt Folkeparti   | 10.09.1982 - 10.09.1987 |
| Minister för offentliga arbeten                 |          | Arne Melchior          | Centrum-Demokraterne    | 10.09.1982 - 14.08.1986 |
| Minister för offentliga arbeten                 |          | Frode Nør Christensen  | Centrum-Demokraterne    | 14.08.1986 - 10.09.1987 |
| Industriminister                                |          | Ib Stetter             | Konservative Folkeparti | 10.09.1982 - 12.03.1986 |
| Industriminister                                |          | Nils Wilhjelm          | Konservative Folkeparti | 12.03.1986 - 10.09.1987 |
| Bostadsminister                                 |          | Niels Bollmann         | Centrum-Demokraterne    | 10.09.1982 - 12.03.1986 |
| Bostadsminister                                 |          | Thor Pedersen          | Venstre                 | 12.03.1986 - 10.09.1987 |
| Skatteminister                                  |          | Isi Foighel            | Konservative Folkeparti | 10.09.1982 - 10.09.1987 |
| Energiminister                                  |          | Knud Enggaard          | Venstre                 | 10.09.1982 - 12.03.1986 |
| Energiminister                                  |          | Svend Erik Hovmand     | Venstre                 | 12.03.1986 - 10.09.1987 |
| Kulturminister                                  |          | Mimi Jakobsen          | Centrum-Demokraterne    | 10.09.1982 - 12.03.1986 |
| Kulturminister                                  |          | Hans Peter Clausen     | Konservative Folkeparti | 12.03.1986 - 10.09.1987 |
| Grönlandsminister                               |          | Tom Høyem              | Centrum-Demokraterne    | 10.09.1982 - 01.09.1987 |
| Grönlandsminister                               |          | Mimi Jakobsen          | Centrum-Demokraterne    | 01.09.1987 - 10.09.1987 |
| Socialminister                                  |          | Palle Simonsen         | Konservative Folkeparti | 10.09.1982 - 23.07.1984 |
| Socialminister                                  |          | Elsebeth Kock-Petersen | Venstre                 | 23.07.1984 - 12.03.1986 |
| Socialminister                                  |          | Mimi Jakobsen          | Centrum-Demokraterne    | 12.03.1986 - 10.09.1987 |
| Kyrkominister                                   |          | Elsebeth Kock-Petersen | Venstre                 | 10.09.1982 - 23.07.1984 |
| Kyrkominister                                   |          | Mette Madsen           | Venstre                 | 23.07.1984 - 10.09.1987 |